# Traité anglo-néerlandais de la Côte-de-l'Or
 Voir le traité sur Wikisource
Le traité anglo-néerlandais de la Côte-de-l'Or de 1867 établit un échange de forts entre les Néerlandais et les Britanniques de la Côte-de-l'Or, afin de rendre plus cohérentes les zones d'influences des deux nations dans la région. Tous les forts à l'est du fort d'Elmina sont attribués à la Grande-Bretagne, et tous les forts de l'ouest sont attribués aux Pays-Bas.

## Histoire
Alors que les forts néerlandais de la Côte-de-l'Or ne sont que des colonies reculées au XIXe siècle, les forts britanniques se sont peu à peu développés en une colonie à part entière, surtout après la reprise de la Côte-de-l'Or en 1850 aux Danois. La présence de forts néerlandais dans un domaine qui est de plus en plus influencé par le Royaume-Uni est jugé indésirable par ces derniers. À la fin des années 1850, les Britanniques commencent à fortement pousser pour qu'ait lieu soit un rachat des forts néerlandais, soit un échange de forts afin de construire des zones d'influences plus cohérentes.
Aux Pays-Bas, le paysage politique de l'époque ne rend pas possible un rachat des forts, ce qui a amené les deux pays à négocier un échange. En 1867, la Convention entre la Grande-Bretagne et les Pays-Bas pour un Échange de Territoire sur la Côte-de-l'Or de l'Afrique a été signée. Cette convention stipule que tous les forts néerlandais à l'est d'Elmina sont remis à la Grande-Bretagne, tandis que les forts britanniques à l'ouest d'Elmina sont remis aux Pays-Bas.
Cet échange s'avérera désastreux pour les Néerlandais, en raison notamment de leur alliance historique avec les Ashanti qui n'est pas vue favorablement avec les populations vivant à proximité des nouveaux forts reçus dans l'échange. Peu de temps après le transfert, le ministre colonial néerlandais de l'époque commence à négocier en secret un transfert de tous les forts néerlandais à la Grande-Bretagne. Dans le traité de Sumatra, l'ensemble de la colonie néerlandaise est cédée au Royaume-Uni pour 46 939,62 florins néerlandais.

## Tarifs
L'une des principales raisons de la mise en place de cet échange est la construction de zone d'influence plus cohérente permettant la mise en place de droits de douane sur la Côte-de-l'Or. Les taxes de douane sont négociées entre le Royaume-Uni et les Pays-Bas au sein de l'article 2 du traité :
| Sur les possessions des Pays-Bas                                               | Sur les possessions des Pays-Bas                                 | Sur les possessions britanniques                                 | Sur les possessions britanniques                                 |                                                                  |
| ------------------------------------------------------------------------------ | ---------------------------------------------------------------- | ---------------------------------------------------------------- | ---------------------------------------------------------------- | ---------------------------------------------------------------- |
| De la bière, de la bière, du vin, et tous les alcools ou liqueurs spiritueuses | par litre                                                        | huit cents                                                       | par gallon de vin vieux                                          | six pence                                                        |
| Les cigares, le tabac à priser ou tabac, sous quelque forme                    | le kilo                                                          | dix cents                                                        | par livre                                                        | un penny                                                         |
| La poudre à canon                                                              | le kilo                                                          | dix cents                                                        | par livre                                                        | un penny                                                         |
| Armes à feu de toute description                                               | chaque                                                           | soixante cents                                                   | chaque                                                           | un shilling                                                      |
| Sur tous les biens de tous les autres types                                    | Un droit ad valorem de trois pour cent sur le prix de la facture | Un droit ad valorem de trois pour cent sur le prix de la facture | Un droit ad valorem de trois pour cent sur le prix de la facture | Un droit ad valorem de trois pour cent sur le prix de la facture |

## Les signataires
Pour les Pays-Bas :
- Arnold Adolf Bentinck van Nijenhuis, correspondant néerlandais à Londres;
- Cornelis Nagtglas, ex-gouverneur de la néerlandais de la Côte-de-l'Or.

Pour le Royaume-Uni :
- Henry Herbert, 4e comte de Carnarvon, secrétaire d'État aux Colonies;
- Edward Stanley, 15e comte de Derby, secrétaire d'État aux Affaires étrangères.

## Forts négociés

### Des Pays-Bas au Royaume-Uni
| Lieu au Ghana | Nouveau nom britannique | Nom hollandais           |
| ------------- | ----------------------- | ------------------------ |
| Moree         | Fort Nassau             | Fort Nassau              |
| Accra         | Fort Ussher             | Le Nom De Fort Crèvecœur |
| Kormantin     | Fort Cormantine         | Fort Amsterdam           |
| Senya Beraku  | Fort Good Hope          | Fort De Goede Hoop       |
| Apam          | Fort Patience           | Fort Lijdzaamheid        |

### Du Royaume-Uni aux Pays-Bas
| Lieu au Ghana | Nouveau nom hollandais | Nom britannique |
| ------------- | ---------------------- | --------------- |
| Beyin         | Fort Willem III        | Fort Apollonia  |
| Dixcove       | Fort Metalen Kruis     | Fort De Dixcove |
| Komenda       | Fort Komenda           | Fort Komenda    |
| Sekondi       | Fort Sekondi           | Fort Sekondi    |